# The Ultimates 3
The Ultimates 3 — мини-серия комиксов из пяти выпусков, опубликованная издательством Marvel Comics в 2008 году. Серия, авторами которой стали Джеф Лоуб и Фил Мадурейра, является сиквелом The Ultimates и The Ultimates 2. Продолжение серии, озаглавленное Ultimate Comics: New Ultimates было выпущено Джефом Лоубом и Marvel в 2010 году.

## Сюжет
Хэнк Пим находится под «домашним арестом» в Особняке Алтимейтс. Один из созданных им роботов, Альтрон, накачивает Пима наркотиками и пытается загрузить в интернет видеозапись интимных отношений Чёрной вдовы и Тони Старка. Его прерывает Алая Ведьма, и Альтрон убивает её. Тело Алой Ведьмы похищает Магнето и отправляется с ним на Дикую Землю, где был остановлен Ultimates. Пим и Оса узнают, что Альтрон, который принял вид Жёлтого Жакета намерен использовать ДНК членов Ultimates, чтобы создать андроидов, копировав их внешность. Настоящей команде удаётся победить своих клонов, но во время схватки Ртуть был убит Соколиным глазом. Оса предлагает Пиму вернуться в команду, и он соглашается.

## Отзывы
Выпуск The Ultimates 3 #1 занял первое место в списке трёхсот лучших комиксов за декабрь 2007 года, с числом 131,401 проданных копий вместе с предварительными заказами. Выпуск #2 занял седьмое место с 105,070 проданных экземпляров. Третий выпуск поднялся выше, чем его предшественник — на пятое место, но с меньшим числом проданных копий — 97,210.
В обзоре серии на сайте IGN, первый выпуск был оценён достаточно высоко, однако к третьему выпуску рецензенты отмечали плохое качество художественной работы. Обозреватели сайта Comicboards были более критичны и отмечали, что серии удалось разрушить всё, что устанавливалось двумя предыдущими сериями, а также отметив, что это «худшее, что вышло в течение года».

## Коллекционные издания
- The Ultimates 3, Vol. 1: Who Killed The Scarlet Witch? — 128 страниц, январь, 2009, ISBN 0-7851-3037-3